# Augio
Augio (toponimo italiano) è una frazione del comune svizzero di Rossa, nella regione Moesa (Canton Grigioni).

## Geografia fisica
Augio è situato in Val Calanca, sulla sponda destra della Calancasca.

## Storia

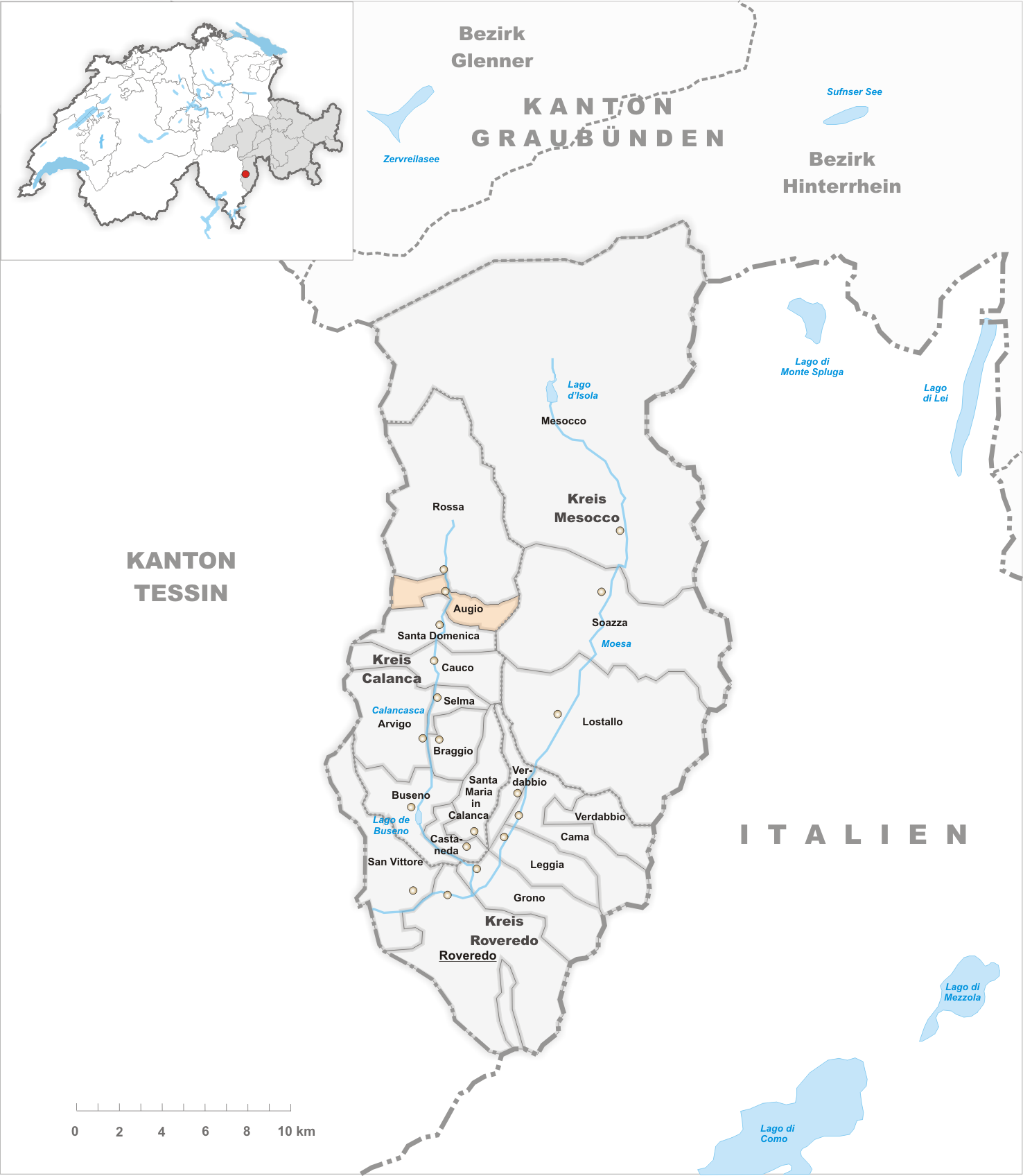
Il territorio del comune di Augio prima degli accorpamenti comunali del 1982

Già comune autonomo istituito nel 1851, nel 1982 è stato al comune di Rossa assieme all'altro comune soppresso di Santa Domenica.

## Monumenti e luoghi d'interesse
- Chiesa cattolica dei Santi Giuseppe e Antonio da Padova, attestata dal 1683 e ricostruita nel 1784[1];
- Cappella di San Rocco in località Tarco[senza fonte], eretta nel 1725[3];
- Casa Spadino, costruita nel XVIII secolo e sede di un centro culturale[1].

## Società

### Evoluzione demografica
L'evoluzione demografica è riportata nella seguente tabella:
Abitanti censiti